# Билински манастир
Билинският манастир „Свети Архангел Михаил“ е български православен манастир.

## Местоположение
Разположен е в подножието на рида Црънча от Завалска планина, на километър североизточно от село Билинци и на 8 км северозападно от Брезник.

## История
Предполага се, че манастирът започва да действа края на XI век – началото на XII век – периодът на византийското владичество над българските земи. Според преданието манастира е основан от болярина Милутин – средновековен владетел на село Ярославци, който получил разрешение за градежа лично от византийския император.
Археологически останки доказват, че през XIV век на това място вече е съществувал голям укрепен манастир. Първото писмено сведение за Светата обител, след османското нашествие, е от 1587 г., когато отец Стефан е представлявал манастира в пратеничество на кюстендилския епископ в Русия. Манастирът е опустошаван от османците и е обновен през Възраждането в 1855 г.
До съборната църква днес има чешма, която е каптирана под олтарното ѝ пространство. Много вероятно е мястото на градежът на манастира да е свързано със свещен извор, почитан от езически времена. В един от своите трудове българският археолог Кръстю Миятев споменава за побити камъни (менхири) от т.нар. „Русалимско гробище“, които са били на разстояние 0,7 – 0,8 км северозападно от Гърленския храм-кладенец. Според описанието което ученият дава, това са били наредени в редица необработени каменни стълбове (които често съпровождат Културата Нураги). Тези данни публикувани от Мятиев са потвърдени от местни жители на с. Гърло пред проф.Димитрина Митова-Джонова по време на разкопките на обекта край с.Гърло. Според нея, макар и придобити от спомените на жителите на с. Гърло, разказите за съпътстващи градежи и обекти заслужават особено внимание, защото набелязаните паметници са отделни елементи от културата на нурагите и съставляват култа към Луната и допълват характера на храм-кладенеца.
През 17 и 18 век манастирът има голямо културно влияние и връзки с руски и атонски православни манастири, а в края на 18 век в него е открито килийно училище.
Многобройните археологически останки из двора и около него показват, че през XIV век обителта вече е съществувала като голям укрепен манастир, стъпил върху стръмния скат над реката. Останки от средновековните му зидове има южно от черквата, а до жилищното крило се очертават основите на отбранителна кула.
При стенописите на Билинския манастир проф. Джонова откроява два периода, близки един до друг по стил и по време. Те са изпълнени в смесена живописна техника. Над хоросановата мазилка е нанесен фин грунд, върху който е положен живописният слой. Стенописите на Билинския манастир имат своя специфика. Те са изписани от майстори зографи, принадлежащи към западната българска живописна школа от късното средновековие – XV – XVI в. Тази дата се потвърждава и от преписките, които доказват, че през XVI в. Билинският манастир е съществувал отдавна. През 1587 г. отец Стефан е представлявал обителта в пратеничество на кюстендилския епископ в Русия.

## Архитектура
Билинският манастир представлява комплекс от черква и изоставени жилищни и стопански сгради. Църквата, с размери 13,20 х 3,90 х 4,25 м, е еднокорабна едноапсидна, безкуполна с притвор, слят с централната част и с един вход – от север. Запазени са ценни стенописи от 17 век.
Църквата е изградена от ломен камък с хоросанова спойка, като при тухлените пояси и арките са употребени тухли и дървени сантрачи. Вътрешността на църквата се осветява от малки, амбразурни прозорчета – едно в апсидата, едно на северната и две на южната стена. В апсидата и на южната стена има и по един отдушник. Апсидата е полукръгла отвън и отвътре има самостоятелно покритие. Над източната страна над апсидата като арка е изявена дъгата на полуцилиндричния свод от покритието на кораба на църквата, която е оформена от редуващи се тухли и каменни блокчета. Входът на западната фасада е затворен. По един вход има и на северната и южната фасада.
Плановото решение на Билинската манастирска църква се различава от синхроничното му църковно строителство. То прави впечатление на разширена на запад малка, еднокорабна, едноапсидна сграда, но видими следи от такова преустройство липсват. Като период в строителството на църквата се налагат пиластрите от вътрешното ѝ пространство, изградени в ъглите на кораба и по надлъжните стени. На южната стена на църквата отвън, е изграден контрафорс, като падан на вътрешния пиластър. Това подсилване на надлъжните стени на църквата е наложено от теренната даденост, която е наложила и затварянето на западния вход.

## Стенописи
Изписаните стенописи на църквата в манастира са датирани в два периода краят на 11 век и началото на 12 век. Разширеният декоративен регистър е силно застъпен при изображенията и библейските сцени. Цокълът, стоящ в основата на първия декоративен пояс е изографисан с мраморировка. В олтарното пространство над цокъла на източната стена на църквата в апсидната ниша са изписани четири изправени фигури на църковни отци (по две изображения от лявата и дясната страна на малкия прозорец). Орнаментален фриз разделя тяхното пространството, от полето запълнено с образите на Богородица Ширшая Небес и Исус Христос. Св. Стефан е изобразен от ляво на апсидата в проскомидийната ниша, а от вдясната страна стои изображението на Св. Атанасий.
Третият пояс, с изображенията на бюстове на светци, преминава над дъгата на апсидната арка, а от двете страни на апсидната конха са изписани Архангел Гавраил и Благородица от Благовещение. Сцената Възнесение Христово заема люнетата на източната стена на църквата. В зенита на свода над олтарното пространство е медальонът със стенопис на Исус Христос.
Св. Козма и Св. Дамян са изографисани на южната стена на църквата, където се редуват пана с линеарни мотиви и палмети – над цокъл с различна интерпретация – редуващи се пана с линеарни мотиви и с палмети. В изградените ниши под арките, образувани от пиластрите, са изписани съответно и Св. Тодор Тирон и Теодор Стратилат. Св. Мина заема друга ниша вдясно от входа на южната страна. Св. Николай, Св. Анастасий, Св. Козма и Св. Дамян са изображенията подредени в медальоните на люнетата на първата ниша. Между арките в олтарното пространство на пиластрите е изографисан неизвестен светец, а на втория пиластър е изобразен Св. Георги. Вляво от входа е разположено женско лице, което е интерпретирано от проф. Джонова като „ктиторски портрет“. От дясна страна на това изображение има сцена с ангел, който тръби на фона на морски вълни. Поясът с изображения на светци в медальони е изографисан над двете първи арки, а над третата арка е изобразен декоративен орнамент.
Празничните сцени и Страстите Христови са изписани над този пояс. Св. Сава е изписан в олтарното пространство, до отдушника, а до неговия бюст следват сцените „Умиване на нозете“ и „Тайната вечеря“ (над втория пиластър); следва „Предателството на Юда“ и две други неизвестни библейски сцени (над втория пиластър и над третата арка). На сводовите стени, като втори пояс с изобразени сцени, от изток на запад са изографисани „Рождество Христово“, „Сретение“, „Кръщение“, „Лазарово възкресение“ и „Влизане в Ерусалим“, а над тези сцени – в пространството на правоъгълните полета, са поместени изображения на пророците от Стария завет. След Христос от Възнесение са изписани Бог Саваот, Христос Вседержител и архангел Михаил са изписани в сцените от зенита на свода отделени с фриз от палмети.
Чувствително повредени са стенописите на северната стена, където цокълът и немалка част от пояса с изображенията на светци в цял ръст са само фрагментарно запазени. В люнетата до иконостаса в кораба на църквата е изобразена сцената „Аврамово гостоприемство“, а под нея, пред олтара стоят изображенията на Ангел и Светец. Богородица Оранта е изписана в люнетата в третата ниша на северната стена, а от двете ѝ страни стоят изображения на ангели и Лествица Накова.
Св. Тодор Тирон, Св. Тодор Стратилат и Св. Прокопий са изобразени в третата ниша на северната стена, а в люнетата – в центъра, са поместени два медальона с изображения на светци, фланкирани от декоративни мотиви. Св. Димитър е изписан на първия пиластър от изток на запад, втория е зает от Св. Стефан Нови, а на третия е поместена сцена от Страшния съд, където Ангел тръби на земята.
Тома Неверни е изписан в олтарното пространство над първата и втората арка, над които преминава поясът със стенописи на светци в медальони.
Сцената „Отричането на Петър“ е поместена в кораба над първия пиластър. Над третия пиластър следва сцена „Поругание Христово“ и неизвестна сцена. Стенописите на северната стена са разрушени. От втория пояс със сцени от „Страстите Христови“ са запазени от запад на изток – „Съдът на Пилат“ (над третия пиластър), „Разпятие“, „Оплакване на Христос“, „Жените на гроба Господен“ и „Възкресение“ (поместени над олтарното пространство). Над сцените от „Страстите Христови“ е поясът с допоясните изображения на старозаветните пророци, поместени в правоъгълни полета, а над тях следва фриз от декоративни палмети, който отделя зенита на свода.

## Съвременно състояние
През лятото на 2010 г. избухва скандал, след като туристи сигнализират в Регионалния исторически музей гр.Перник, че стенописите в манастира са били „реставрирани“ от обитаващия го монах Партений и две момичета приютени от духовника. Туристите предоставят снимков материал на „реставрираните“ изображения на уредничката Василка Паунова, която веднага изпраща сигнал до Инспектората за опазване на културното наследство към министерство на културата, Националния институт по паметниците на културата и МВР. В последвалия скандал и позиция на Националния институт за недвижимо културно наследство относно посегателството върху културното наследство, действията на духовните лица са окачествени като „оскверняване“ и „престъпление“, за което вина има и Българската православна църква. 
Българският иконограф Димчо Димчовски критикува Националния институт по паметници на културата по повод на скандалът със стенописите, като заявява, че институцията осигурява пясък и цимент за партийни величия и номенклатури за градеж на вили, отколкото българските исторически ценности, каквито са църквите.
На 27 юли 2017 г. започва проект по възстановяване, ремонт и реконструкция на паметника на културата. Изпълнител на проекта е „Каро Трейдинг“ ООД. Срокът на продължителност на проекта е 24 месеца. Технически ръководител на обекта е инж. Димитър Александров. Фирма „Арка Консулт“ ЕООД извършва строителния надзор на обекта. Възложител на възстановяването, ремонта и реконструкцията на сградите е манастир „Свети Архангел Михаил“.
546 258,26 лв. е бюджетът по проекта за ремонт и реконструкция на манастира. Към края на 2019 г. са усвоени 273 129,13 лв. 

## Пътеводител
Билинският манастир „Св. Архангел Михаил“ се намира на 16 km северозападно от град Брезник, Пернишка област. Разположен е в подножието на рида Црънча от Завалска планина, на километър североизточно от село Билинци. До манастира води черен път от село Билинци. Пътят е трудно проходим за кола, но е удобен за кратка разходка и минава през широколистна гора.

## Статут
- Манастирът е обявен за паметник на културата.
- Понастоящем действа периодично.